# 厦港街道
厦港街道是中华人民共和国福建省厦门市思明区下辖的一个街道办事处，为历史悠久的老城区，也是思明区政府所在地。辖区内有厦门理工学院、国家海洋局第三海洋研究所和华侨博物院等机构。
厦港街道地处厦门岛西南部，东、东南依演武路与滨海街道毗邻,西北以寿山路、鸿山、虎头山接中华街道，东北以钟山、五老峰连中华街道和开元街道，南、西南濒厦门西海域与漳州市龙海区相望，西隔鹭江（厦鼓海峡）与鼓浪屿相望。厦港街道的总面积达1.76平方公里，户籍人口为3.9万人，共下辖7个社区：巡司顶社区、福海社区、南华社区、蜂巢山社区、沙坡尾社区、鸿山社区、下沃社区。

## 建置沿革
18世纪中后期，厦港街道境域基本归同安县嘉禾里二十二都厦港保管辖。
民国元年（1912年），属思明县管辖。
民国二十四年（1935年）4月，属厦门市管辖。
民国二十八年（1939年），厦港街道境域属厦门特别市南区管辖。（厦门特别市政府拟设市中心区，管辖包括厦港在内的厦门市市区区域。但事实上自厦门特别市设立以来，厦门特别市政府仍以警区代政区管理厦门市市区。）
民国三十四年（1945年）8月，设厦港区，辖鸿山、碧山、大学、全新、澳水、福海、永福、义和、太平、民生、曾厝、胡里、前厝、水上14个保。
民国三十六年（1947年），14个保被并为鸿山、福海、新生、太平、水上、大澳、曾溪7个保。
民国三十七年（1948年），析曾溪保增设长塔保。
1950年5月2日，撤销厦港区，原厦港区的曾溪保，长塔保和大澳保（农区部分）合并为曾塔乡划入禾山区，而余下部分则被划入思明区。
1951年，随着保甲制的废除，被划入思明区的原厦港区各保改组为厦港、大学、碧山、鸿山、新民、新生6个街政委员会。
1952年3月，并为厦港、碧山（新民，鸿山合并）、大学路（新生并入）3个街政委员会。
1955年，大学并入碧山，同年4月碧山并入厦港，同年5月，原厦港街政委员会改为厦港街道办事处，辖10个居委会。
1958年10月，改厦港公社，辖永福、碧山、福海、圆山、民生、大学路、鸿山、东澳8个分社。
1964年4月，恢复街道办事处和居委会通名，永福析出新村居委会。
1966年，改前卫公社。
1969年，碧山析出朝阳居委会，永福更名红卫南，福海更名东风，圆山更名红星，民生更名前卫，东澳更名前锋。
1979年8月，复名厦港街道，辖福海、鸿山、永福、顶澳、厦港、下澳、大学路、厦大、民族、碧山、圆山、蜂巢山、新村共13个居委会。
1987年8月，郊区禾山乡曾厝垵（原厦港区属地）、黄厝2个村划入。此时厦港街道辖有20个居委会及2个村委会。
1990年11月，厦港街道辖23个居委会（鸿山、永福、新村、福海、碧山、圆山、蜂巢山、巡司顶、民族、厦港、大学、顶澳、下澳、大桥头、南义和、大生里、寿彭、沙坡尾、不见天、北村、厦大、白城、海滨新村居民委员会）及2个村委会。
1996年，析厦港街道厦大、白城、北村、海滨新村4个居委会及曾厝垵、黄厝2个村置滨海街道；厦港街道辖鸿山、永福、新村、蜂巢山、圆山、福海、碧山、民族、厦港、大学路、下澳、顶澳、大生里、南义和、巡司顶、大桥头、寿彭、沙坡尾、不见天共19个居委会。
2002年，19个居委会裁并为寿彭、鸿山、新村、顶澳、下澳、沙坡尾、大学路、蜂巢山、南义和、福海、巡司顶、南华12个社区。
2003年3月，裁并为7个社区，直至现在。
截止2023年，厦港街道共下辖7个社区：巡司顶社区、福海社区、南华社区、蜂巢山社区、沙坡尾社区、鸿山社区、下沃社区。

## 文物保护单位
| 名称                 | 编号                 | 类型                       | 地点                                      | 时代                 |
| 全国重点文物保护单位 | 全国重点文物保护单位 | 全国重点文物保护单位       | 全国重点文物保护单位                      | 全国重点文物保护单位 |
| -------------------- | -------------------- | -------------------------- | ----------------------------------------- | -------------------- |
| 厦门破狱斗争旧址     | 6-967                | 近现代重要史迹及代表性建筑 | 厦港街道巡司顶社区思明南路451号           | 1930年               |
| 福建省文物保护单位   |                      |                            |                                           |                      |
| 徐一鸣攻剿红夷刻石   | 47                   | 石刻及造像                 | 厦港街道鸿山社区鸿山公园                  | 1622年               |
| 福海卢厝             | 8-73                 | 古建筑                     | 廈港街道福海社区圍仔內巷5號               | 1905年               |
| 厦门市文物保护单位   |                      |                            |                                           |                      |
| 演武池遗址           |                      |                            | 厦港街道顶沃仔2号演武小学西侧             | 明末清初             |
| 太师太傅墓           |                      |                            | 厦港街道鸿山社区思明南路425号鸿山公园内   | 明末清初             |
| 嘉兴寨遗址           |                      |                            | 厦港街道思明南路425号鸿山公园内           | 明末清初             |
| 盘石炮台遗址         |                      |                            | 厦港街道下沃社区大学路176号部队干休所海滨 | 清代                 |
| 华侨博物院           |                      |                            | 厦港街道福海社区思明南路439号             | 1959年               |

## 图集

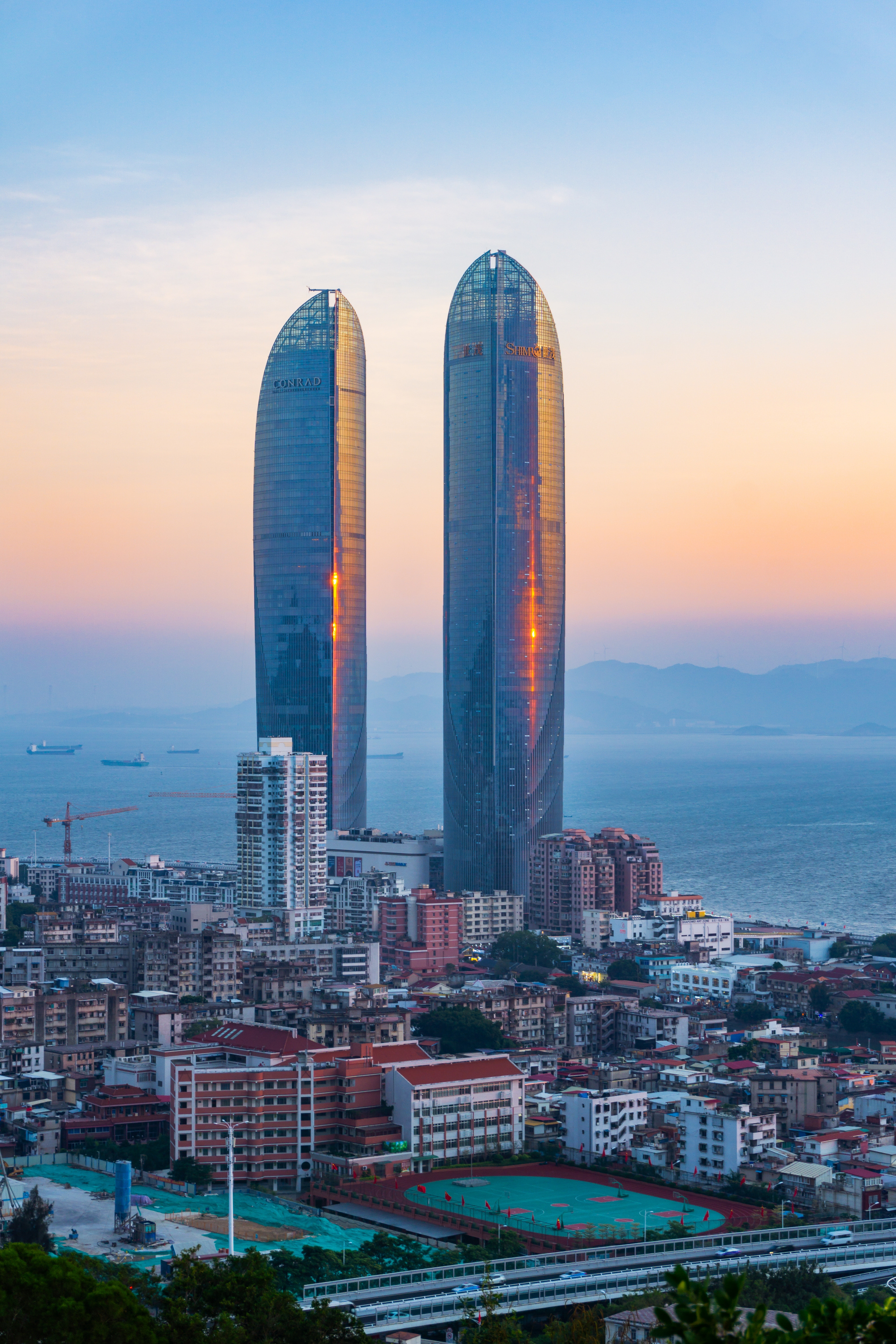
图为厦门世茂海峡大厦和厦门市思明小学
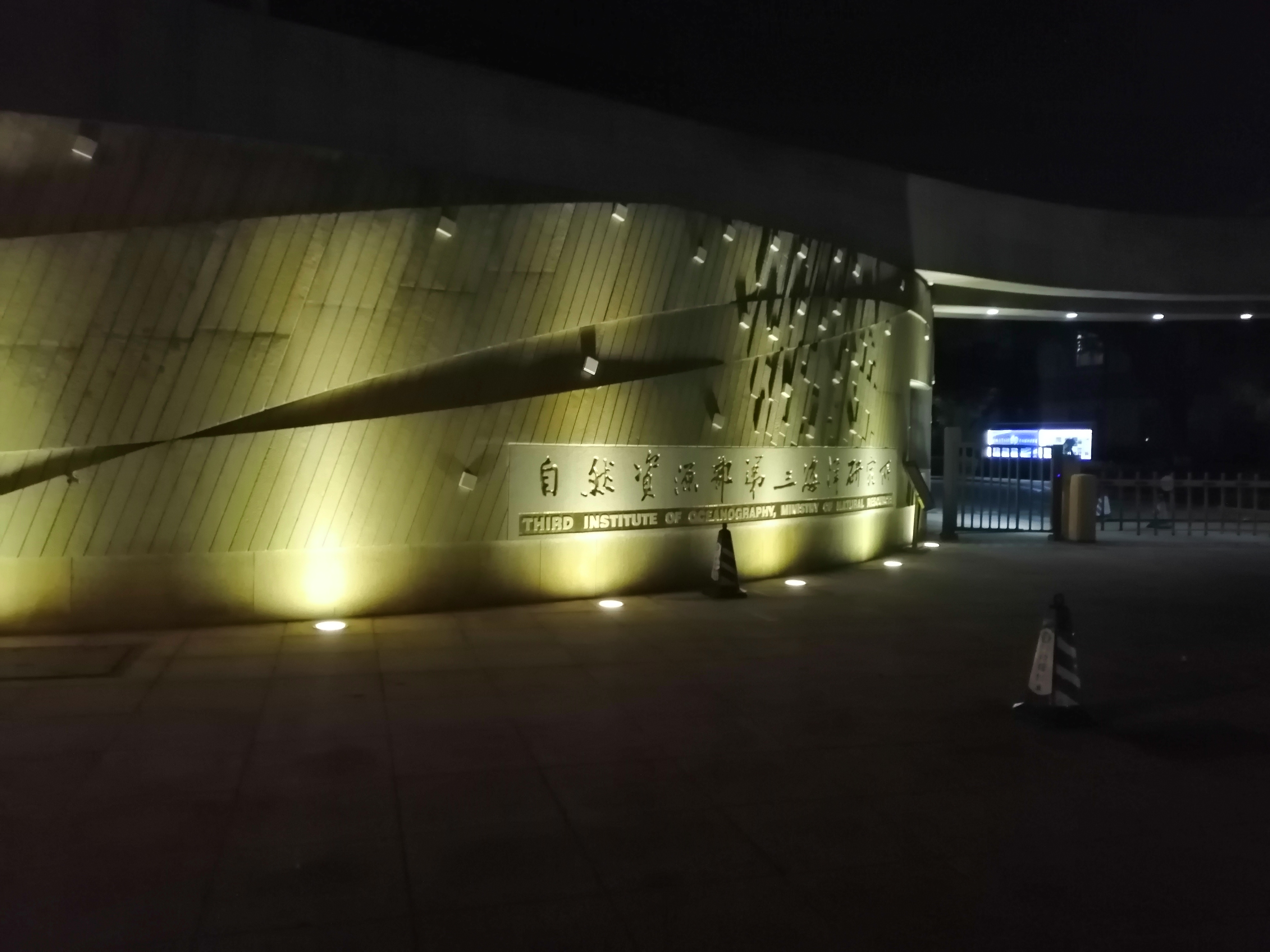
自然资源部第三海洋研究所（简称海洋三所）创设于1959年，是中华人民共和国自然资源部直属的国家公益一类综合型海洋科学研究机构
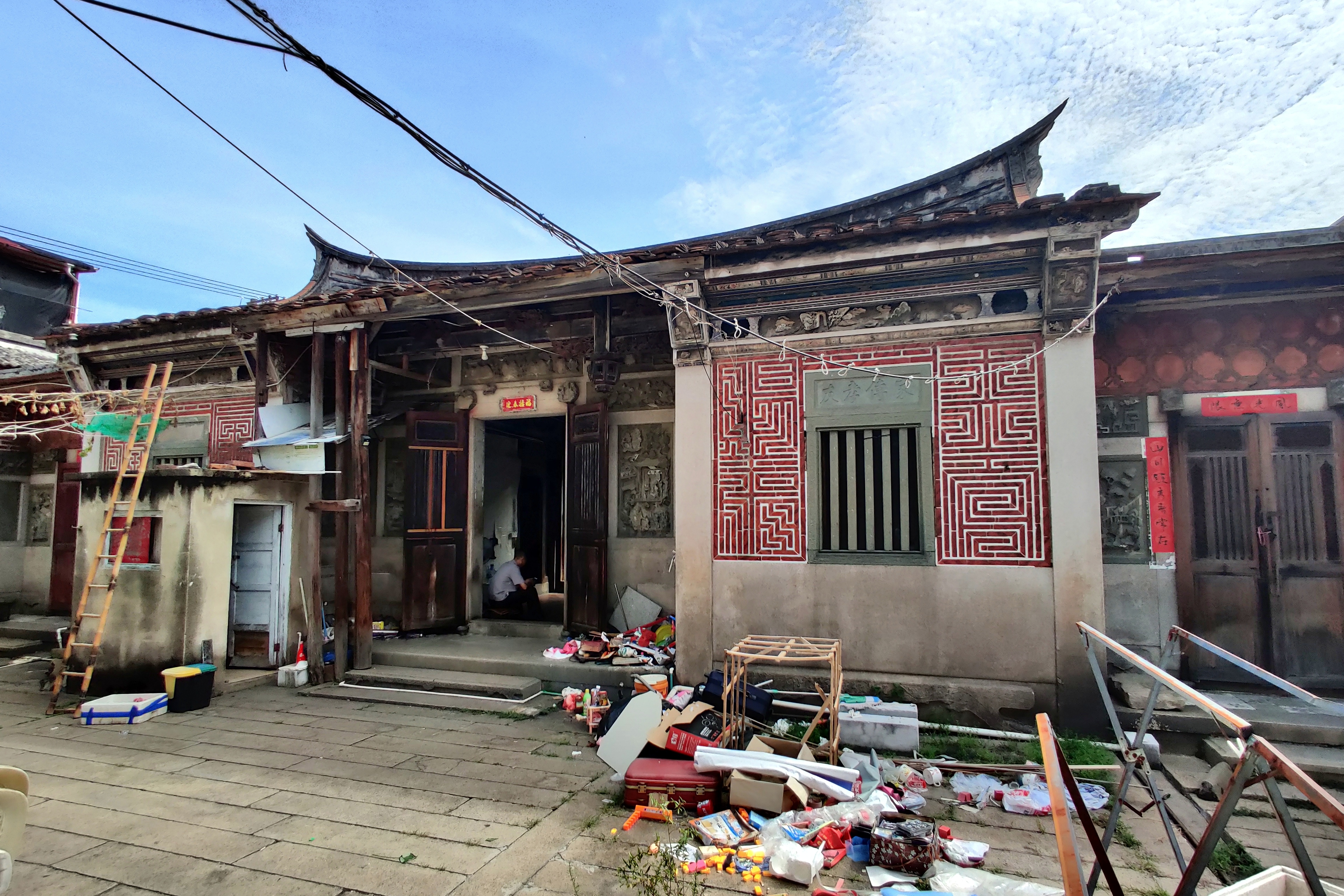
福海卢厝被认为是厦门古民居的代表性建筑
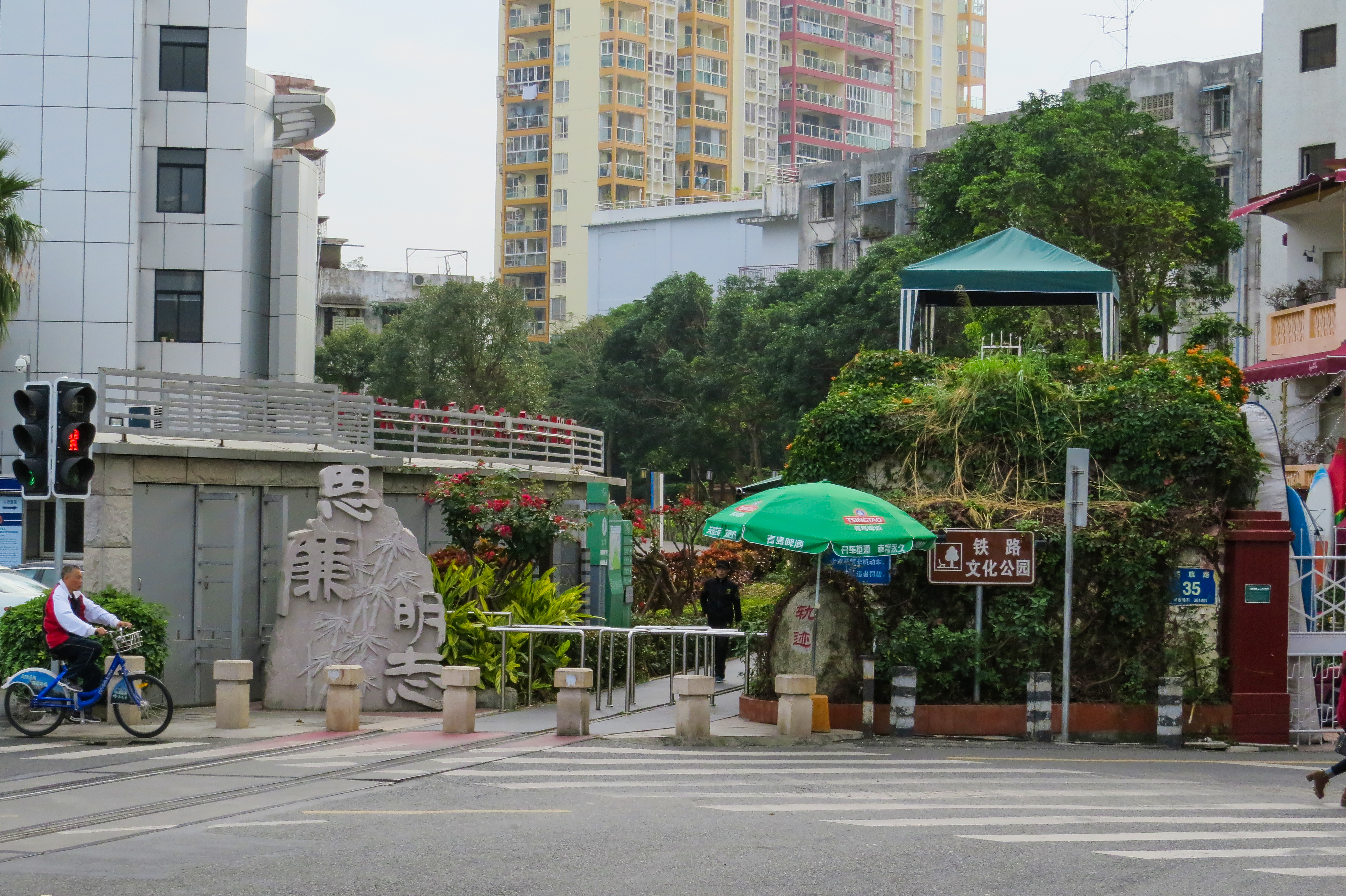
厦门铁路文化公园为改造废弃铁道而成的开放公园
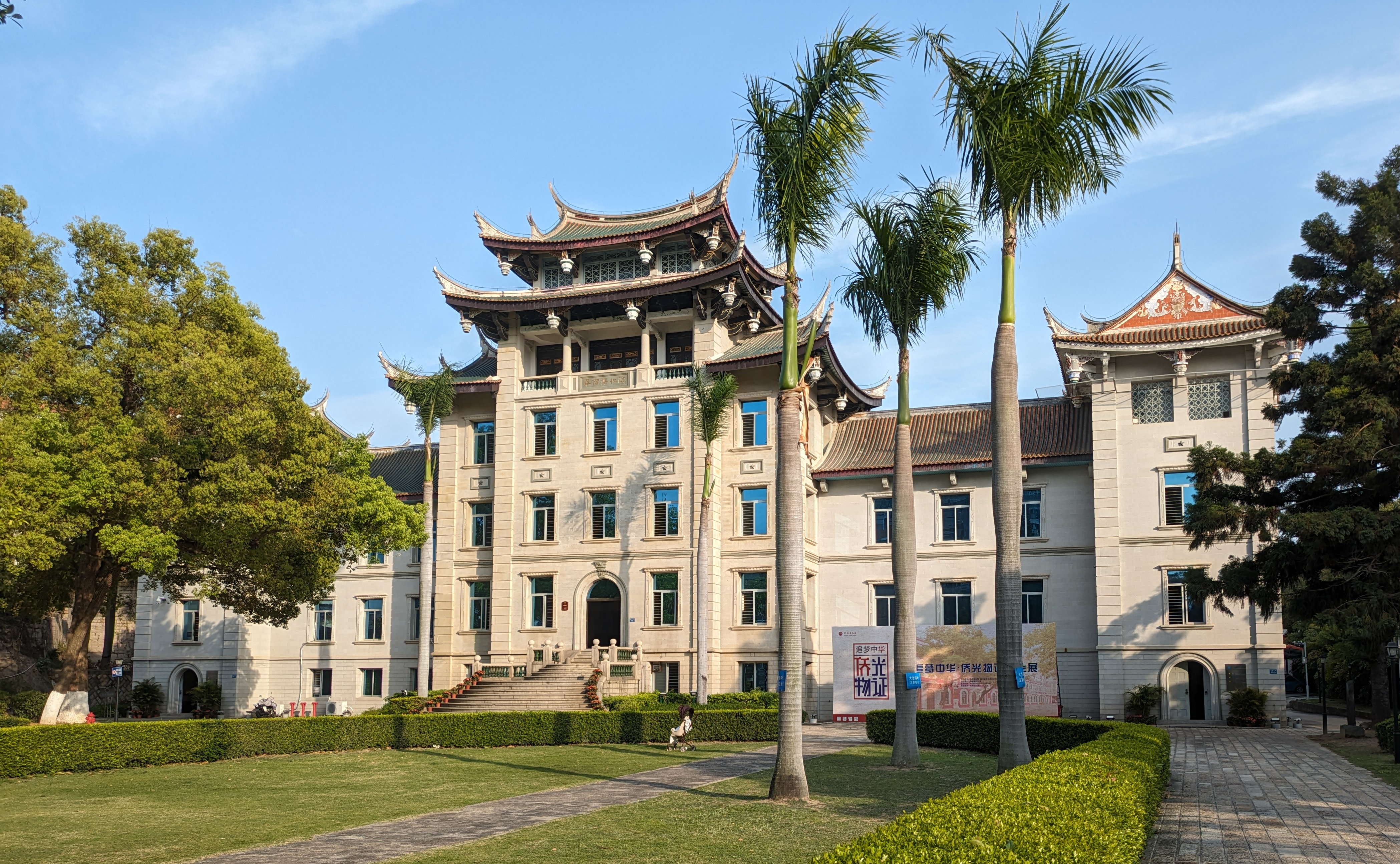
华侨博物院是中国第一家全面、系统展示华侨华人历史的综合性博物馆
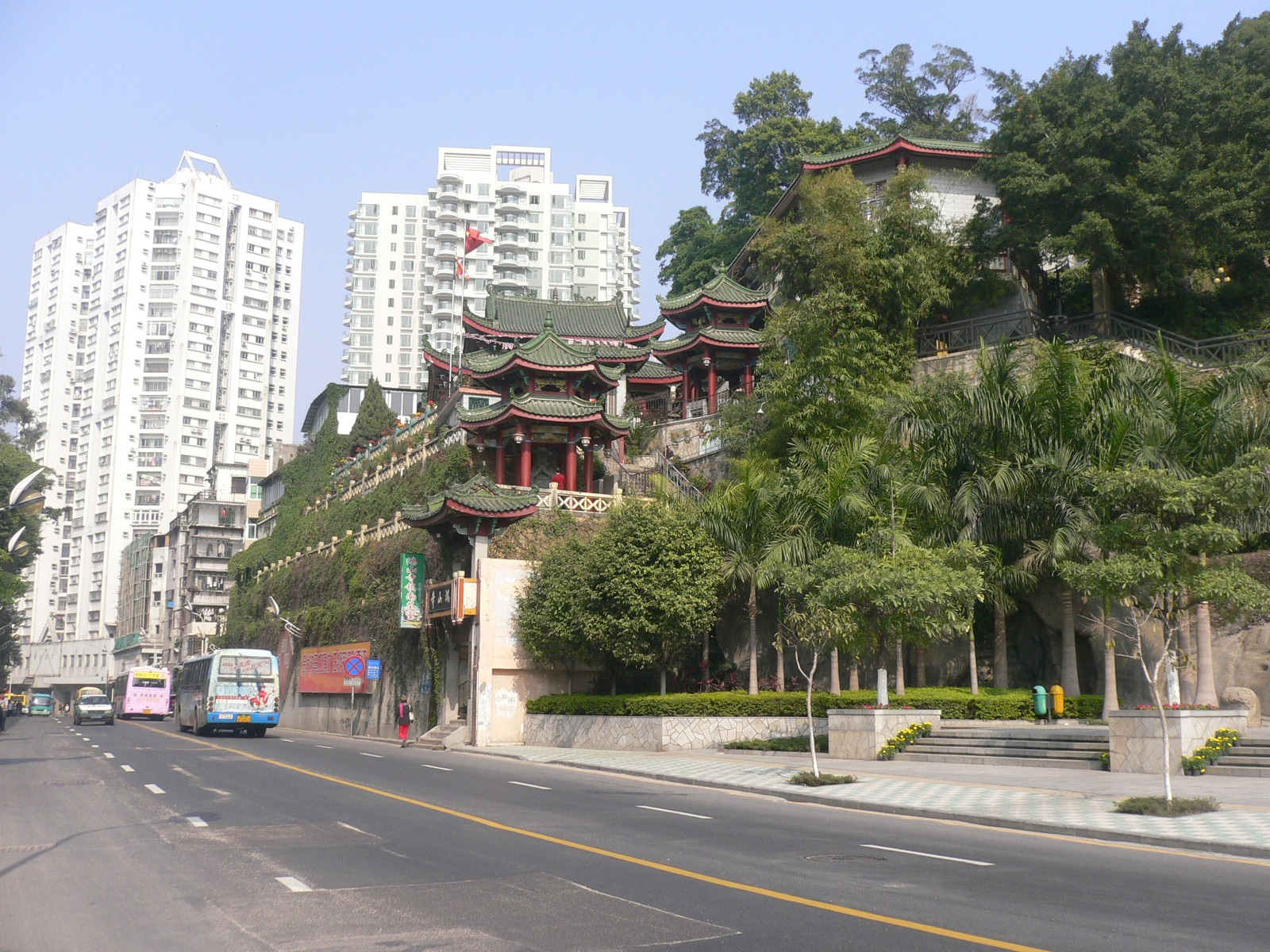
鸿山寺建于明朝万历年间，是厦门本岛以寺见称的第二座寺院
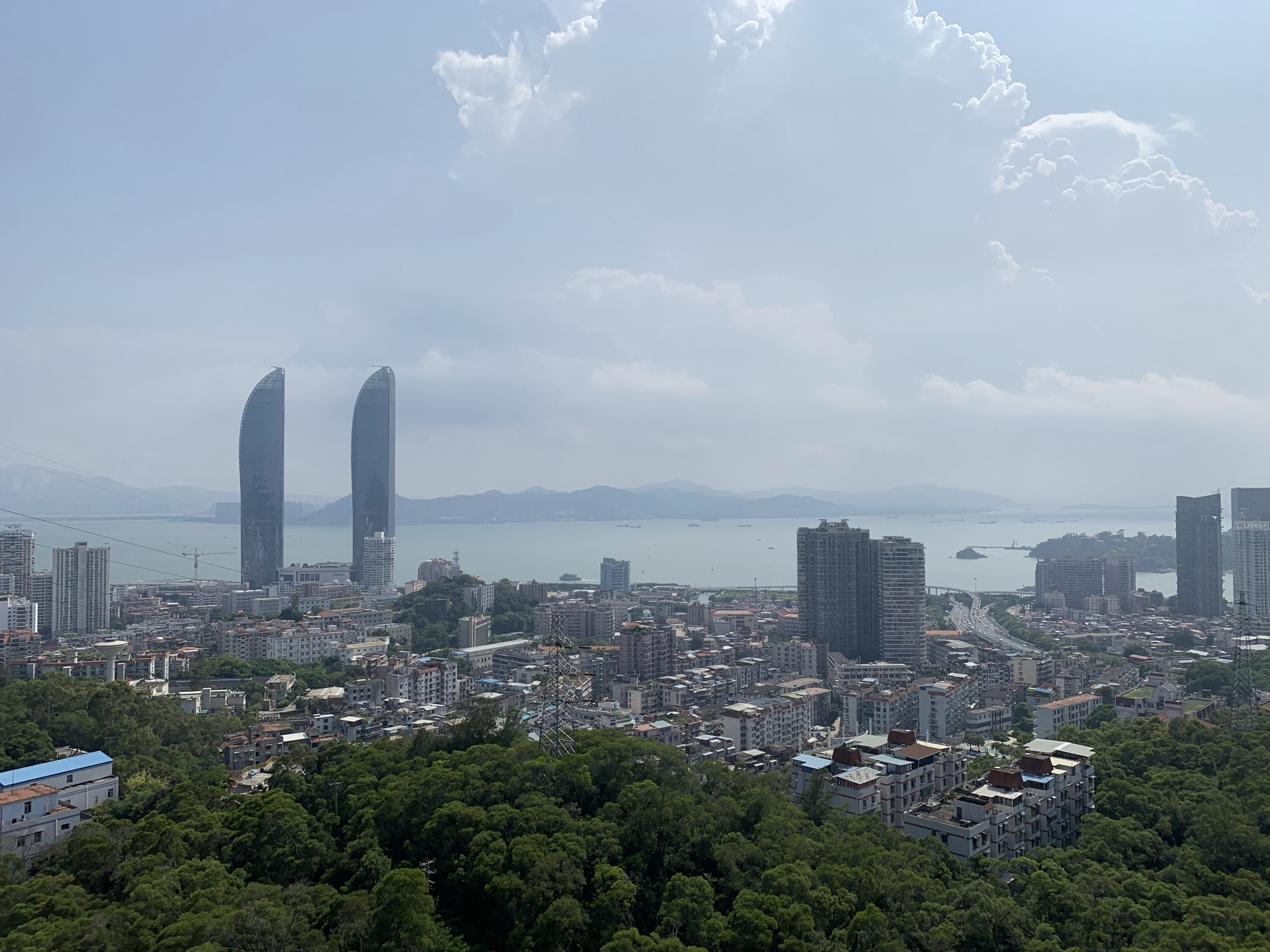
从钟鼓索道俯瞰厦港街区
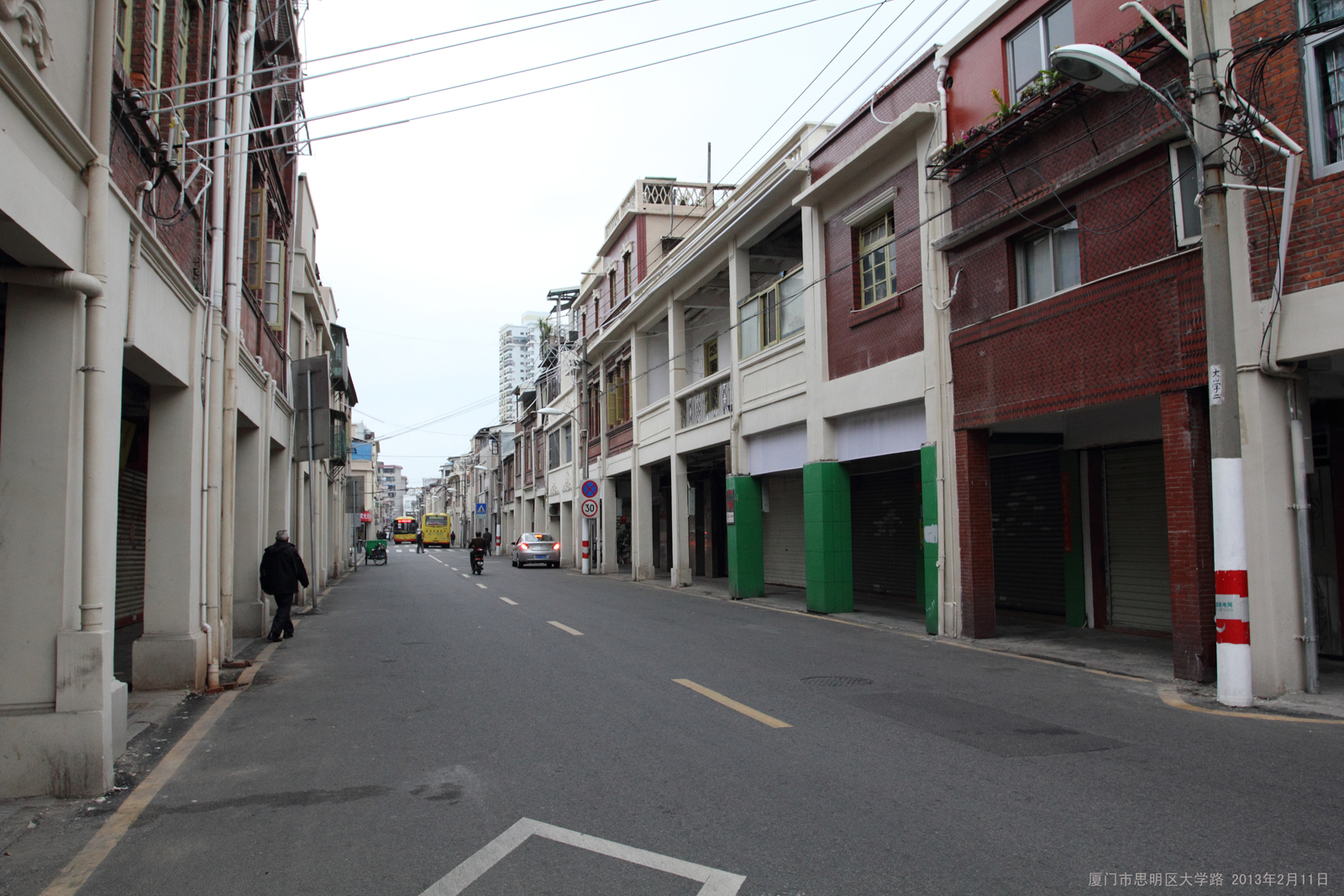
大学路的骑楼建筑群
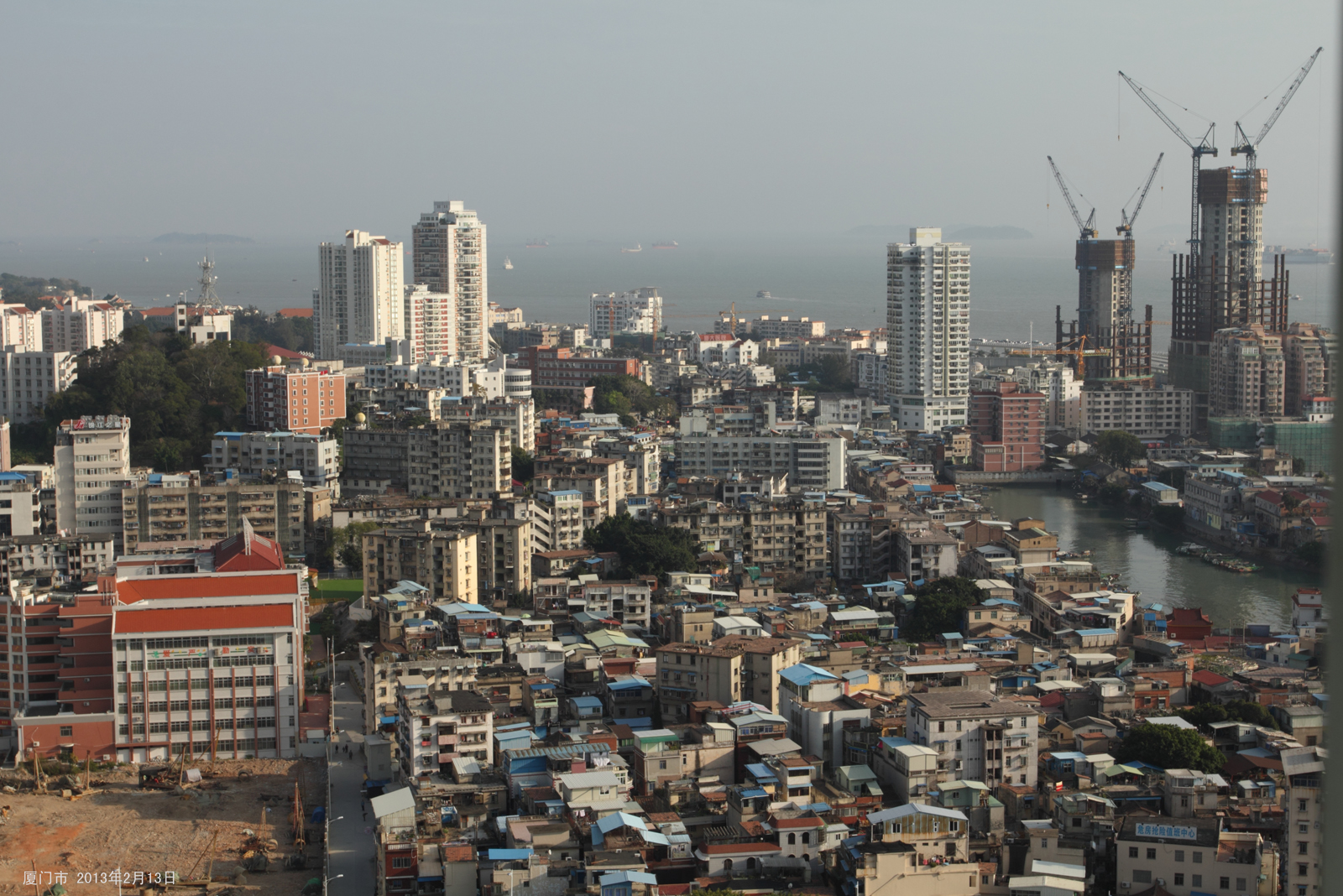
2013年的厦港街区
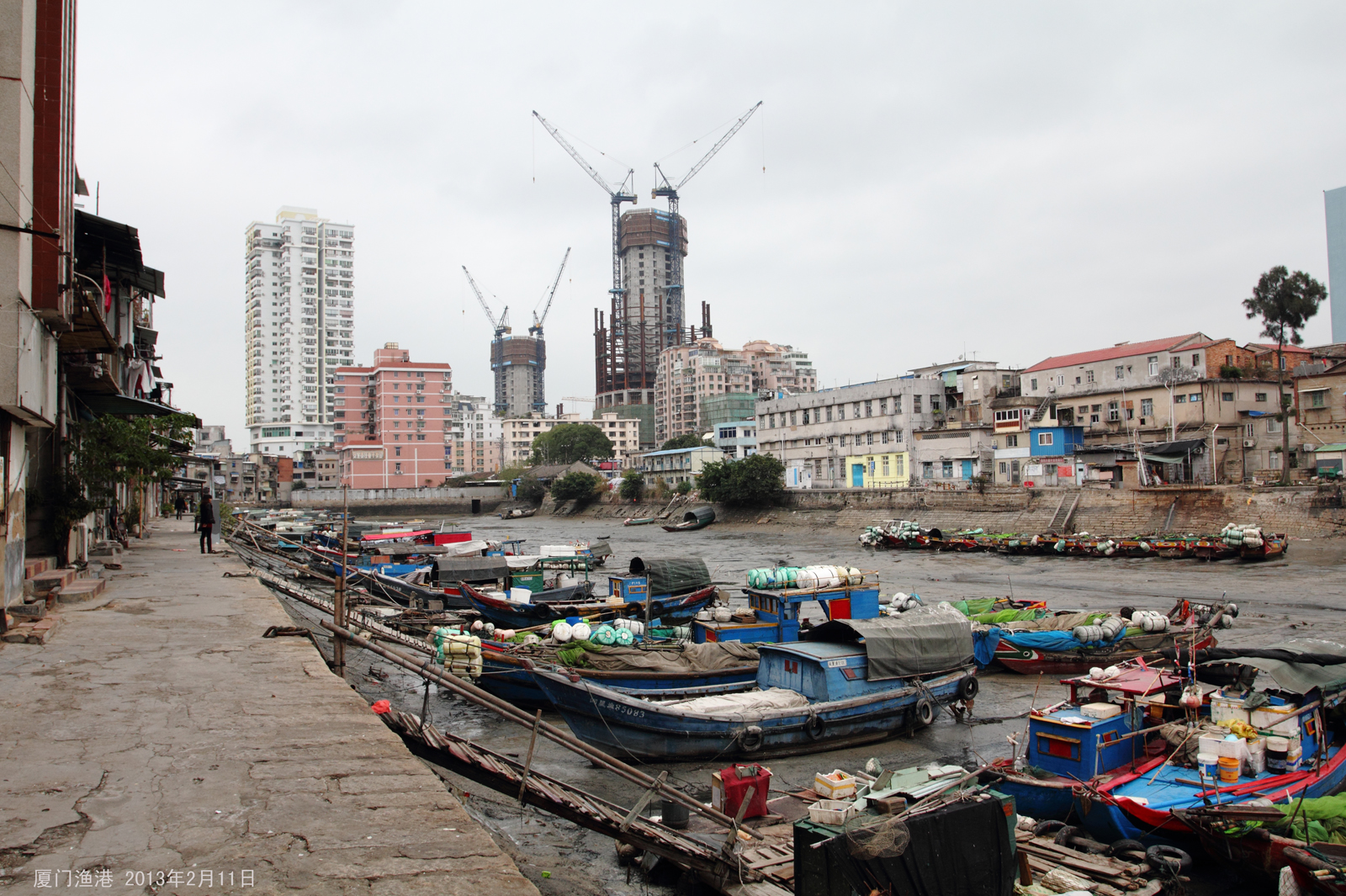
沙坡尾避风坞是厦门岛最古老的港口遗存之一
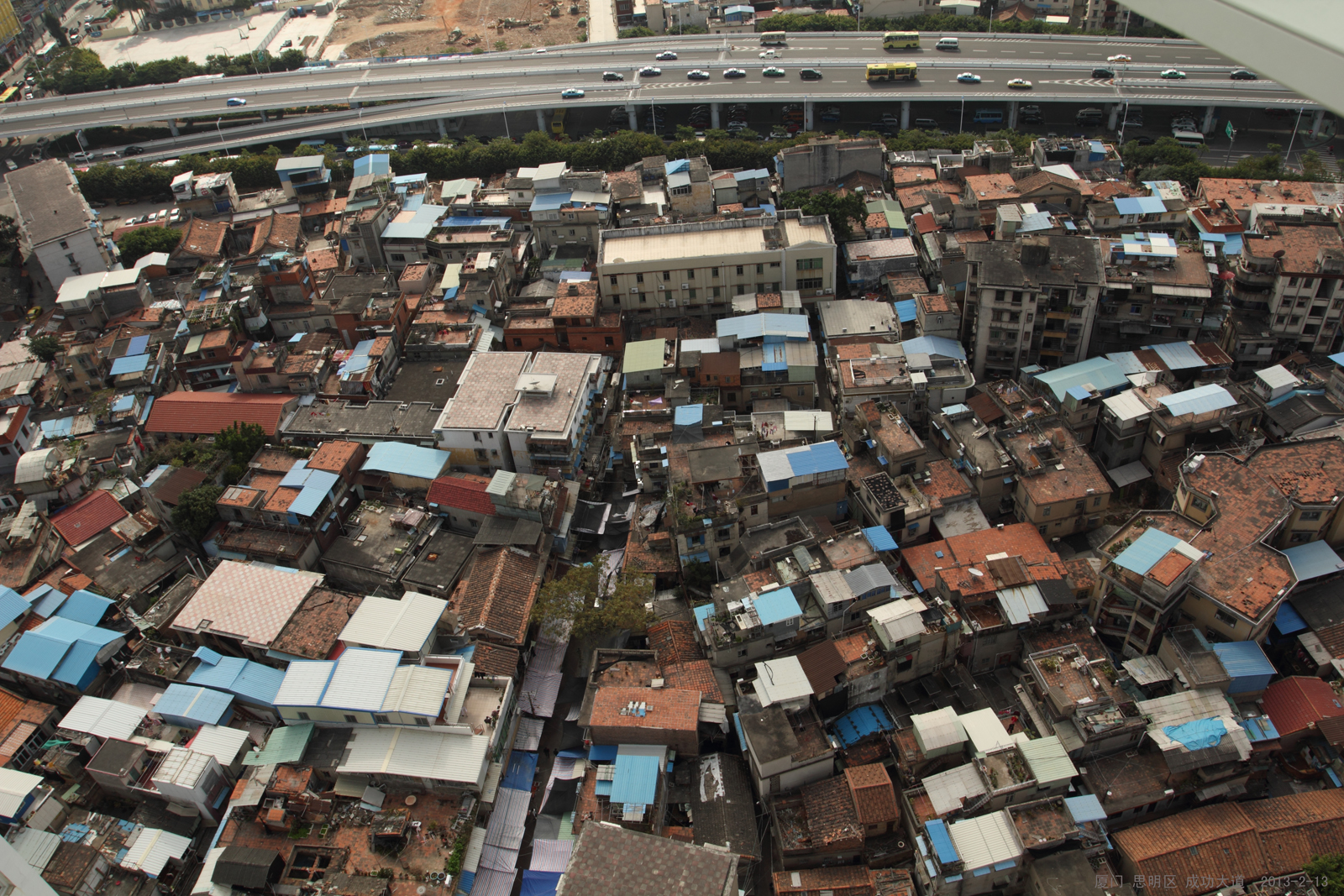
成功大道西侧的旧街巷
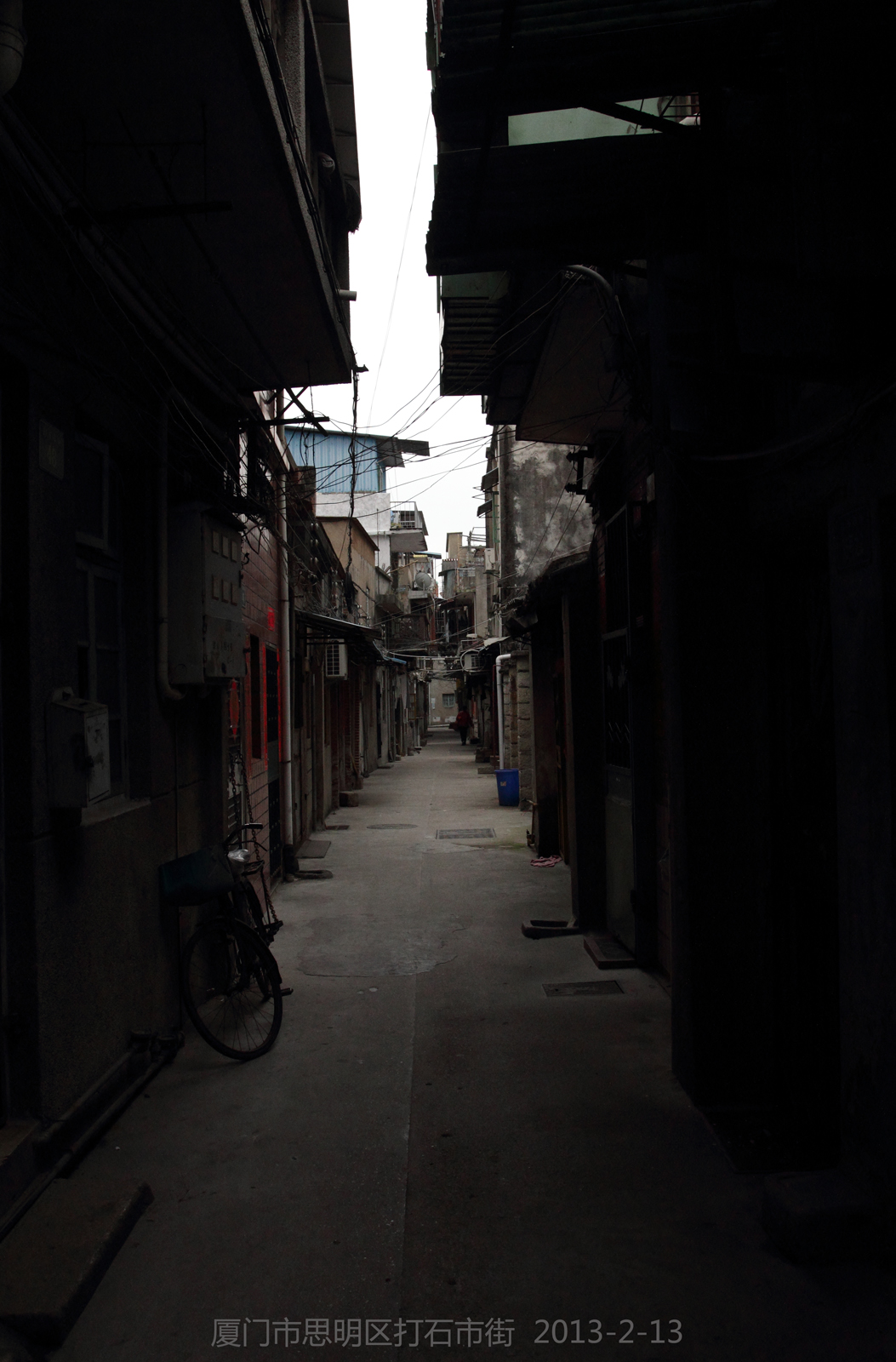
打石市街曾是厦门岛内最早的石料市场
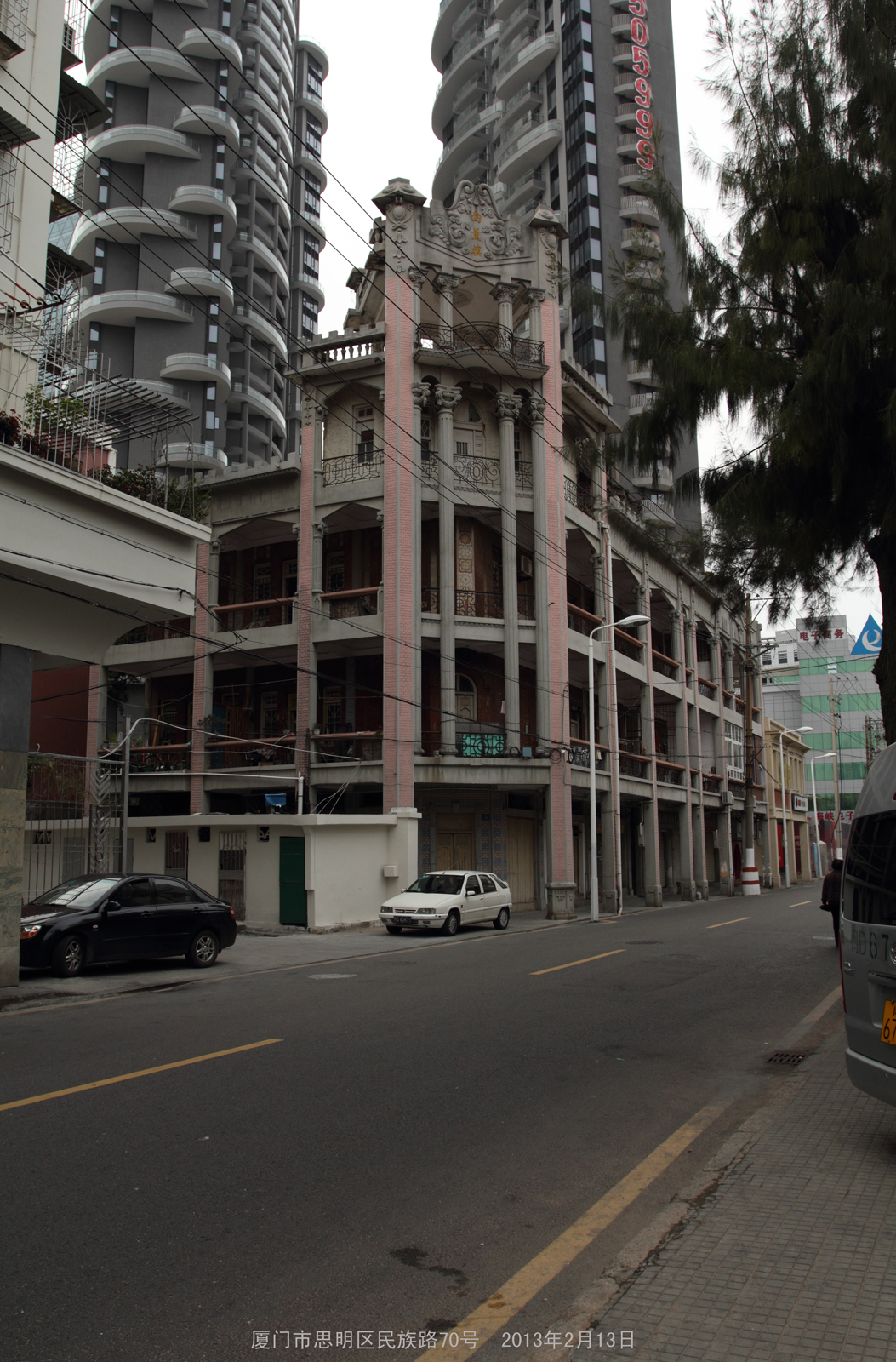
鹦哥楼建成于1937年，曾经是厦门第一高楼
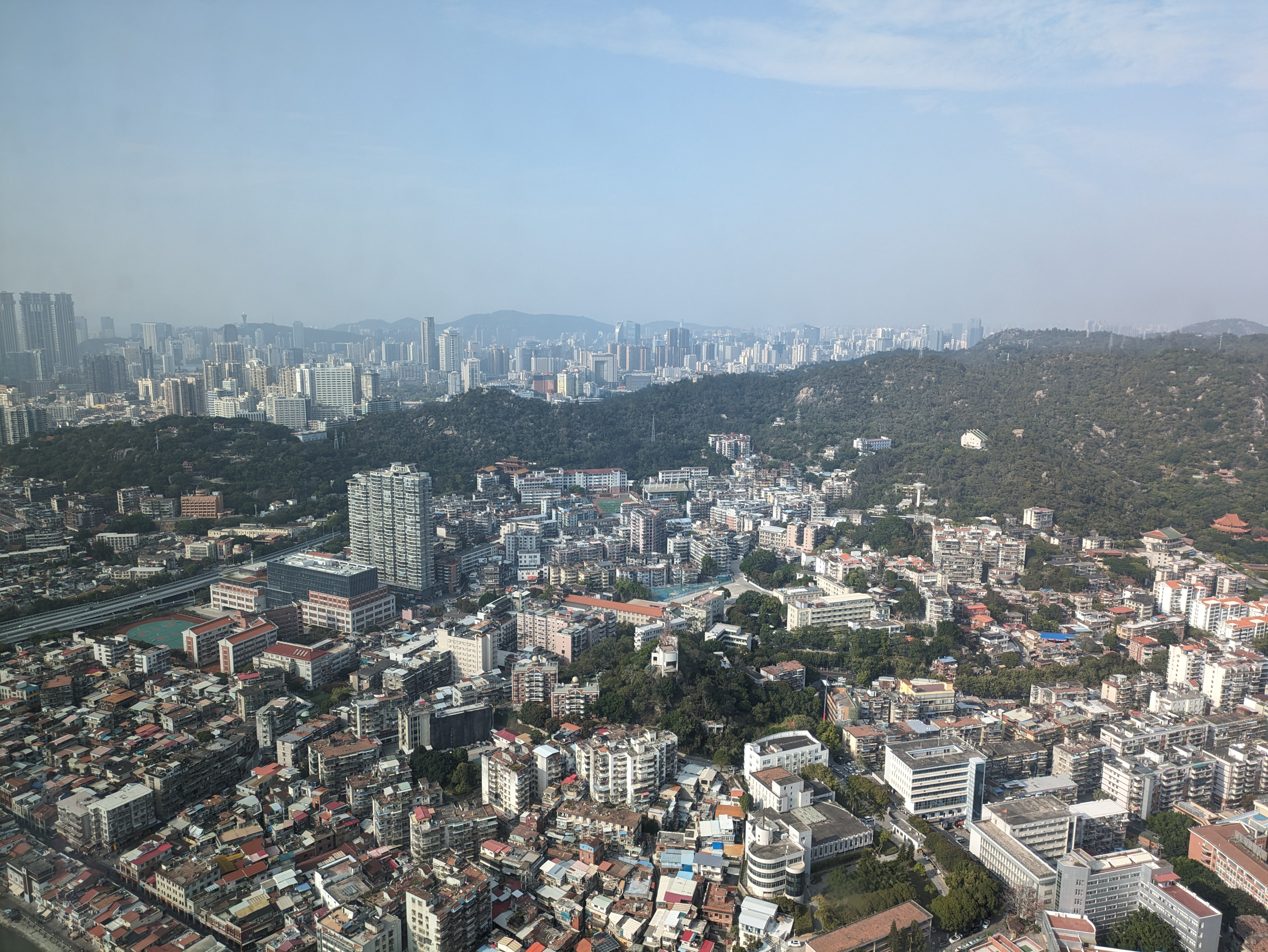
从厦门世茂海峡大厦俯瞰厦港街区
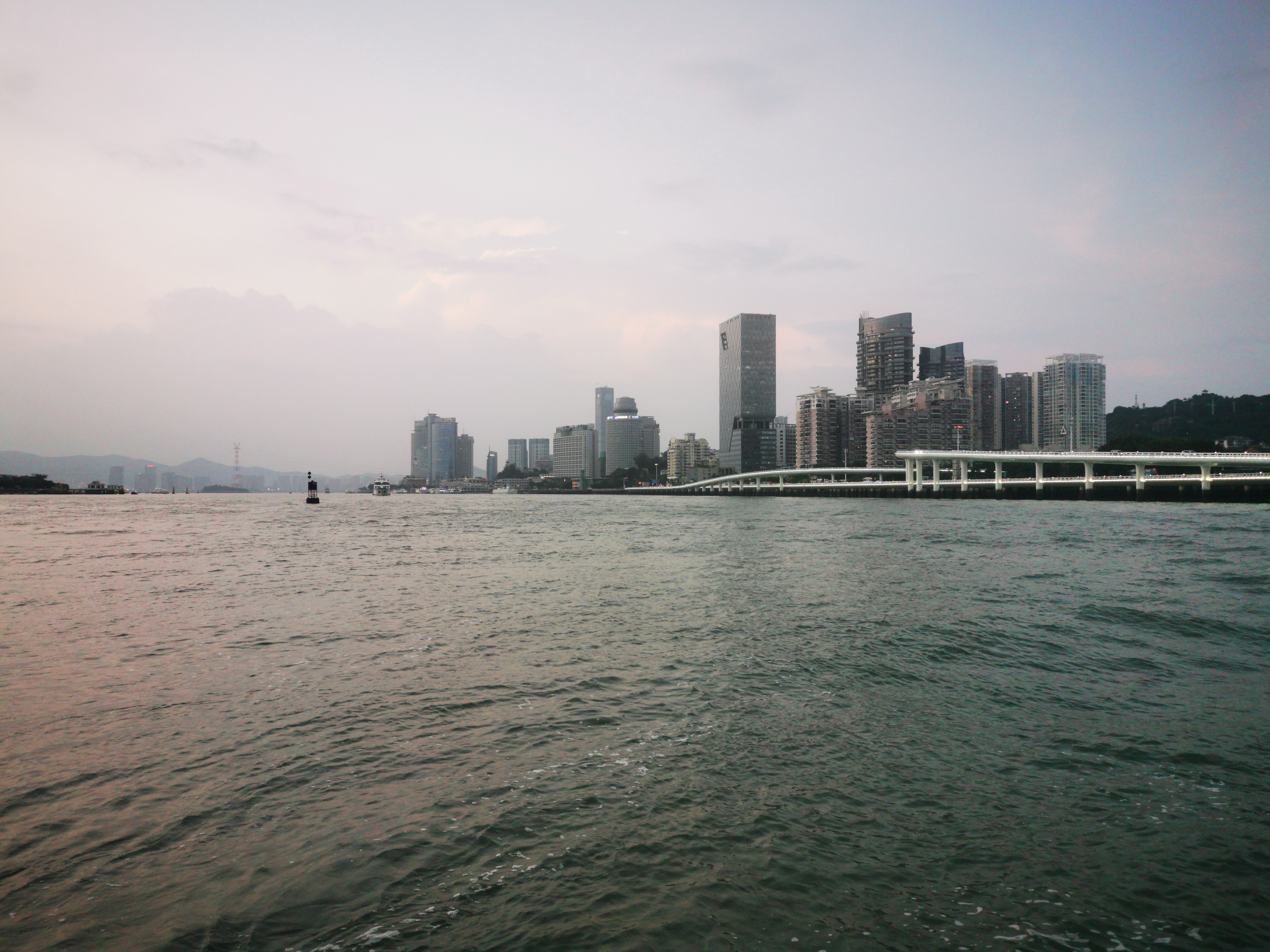
演武大桥被认为是目前世界上离海平面最近的桥梁
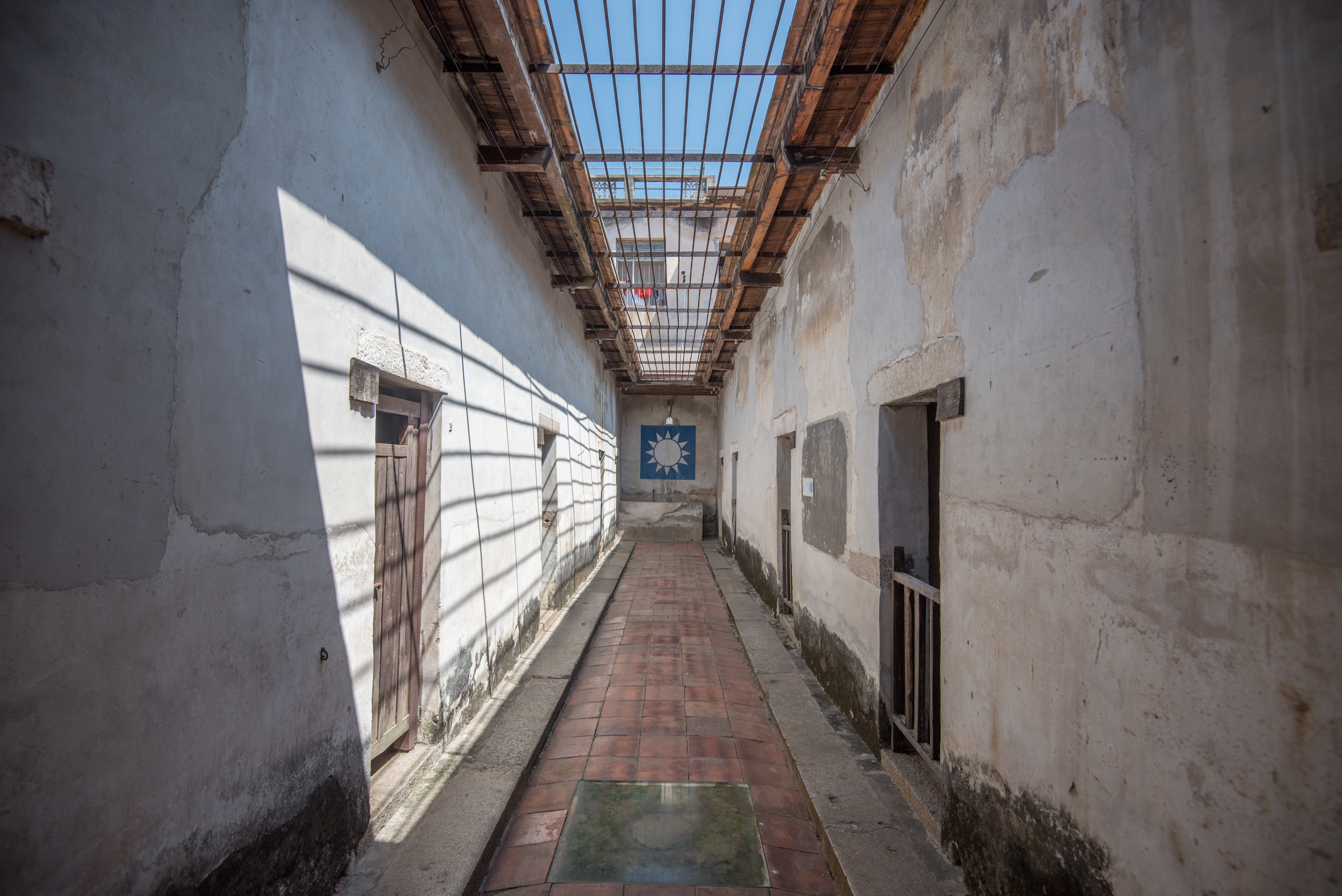
厦门破狱斗争旧址（思明监狱旧址）是第六批全国重点文物保护单位
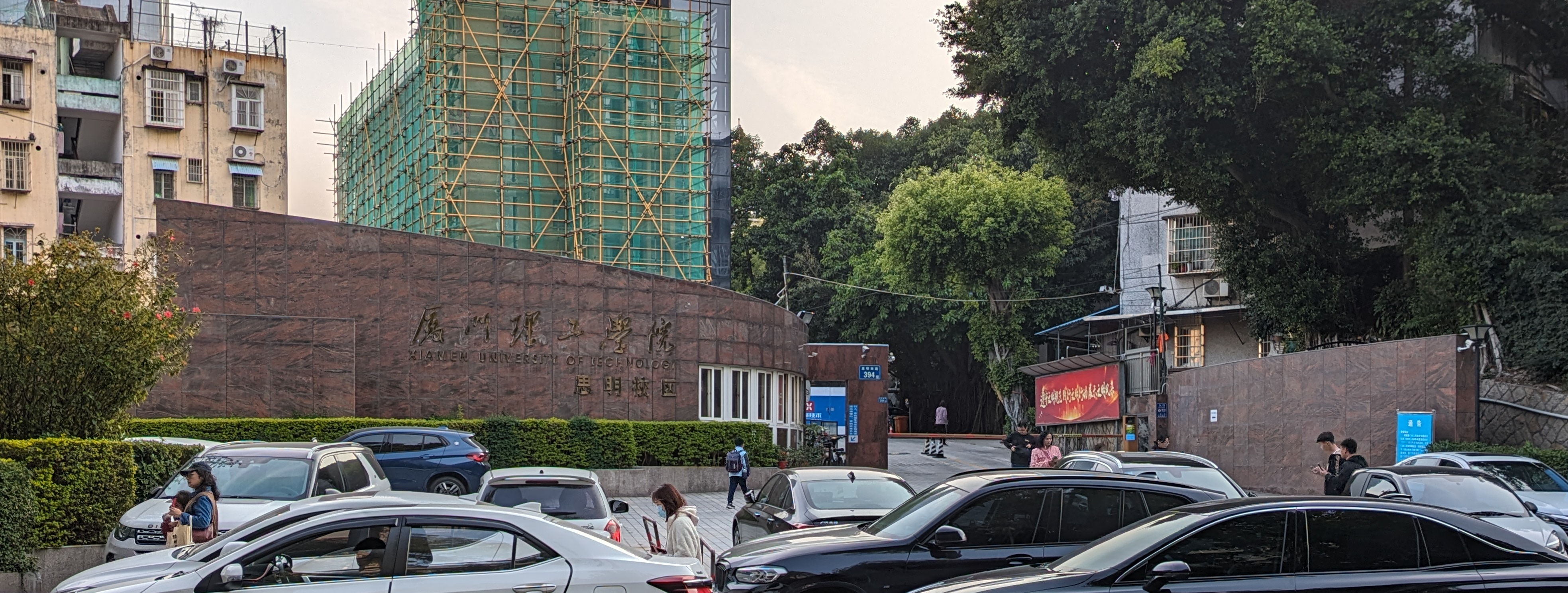
厦门理工学院为教育部“卓越工程师教育培养计划”高校
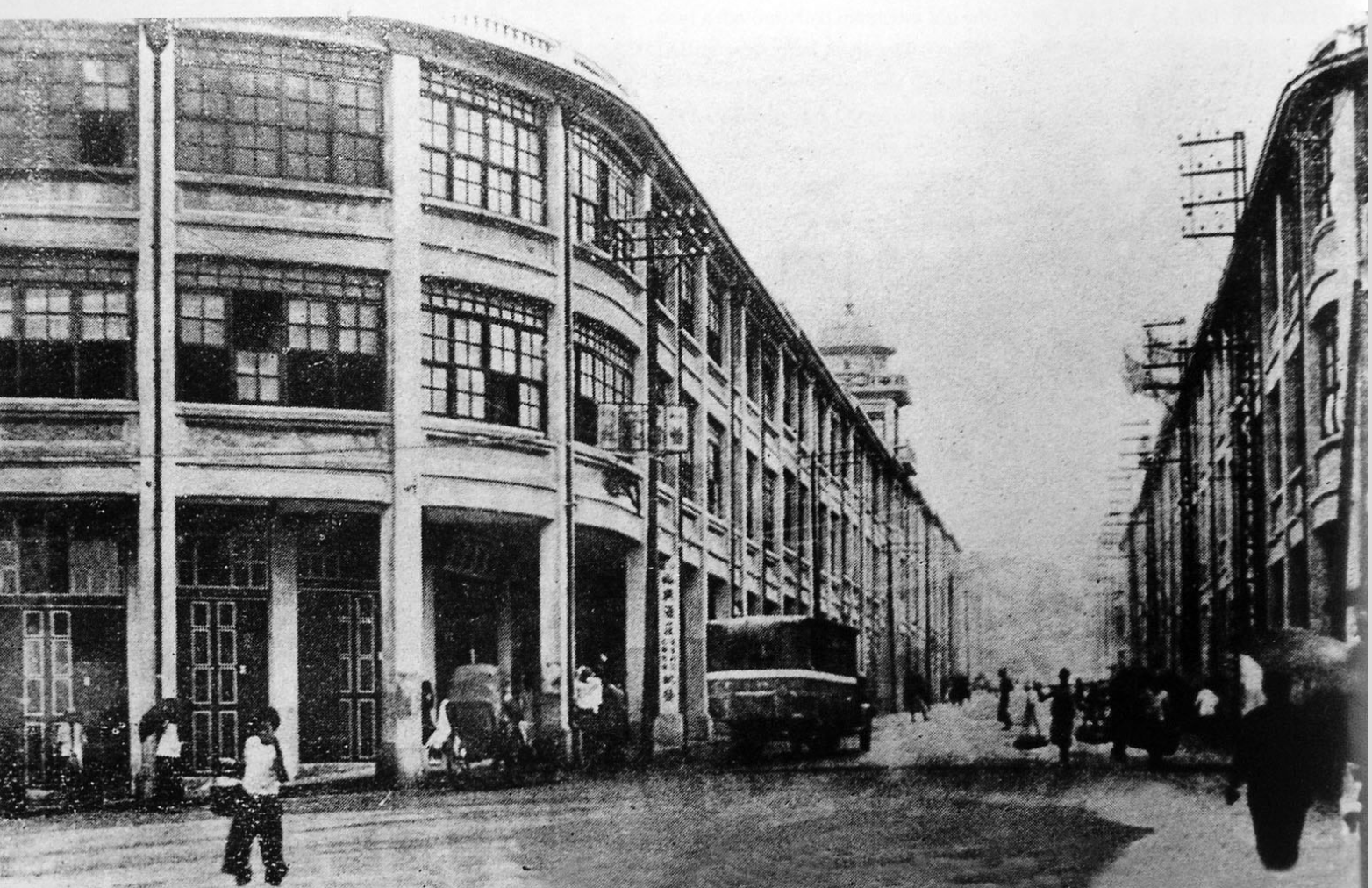
1930年代的大生里骑楼
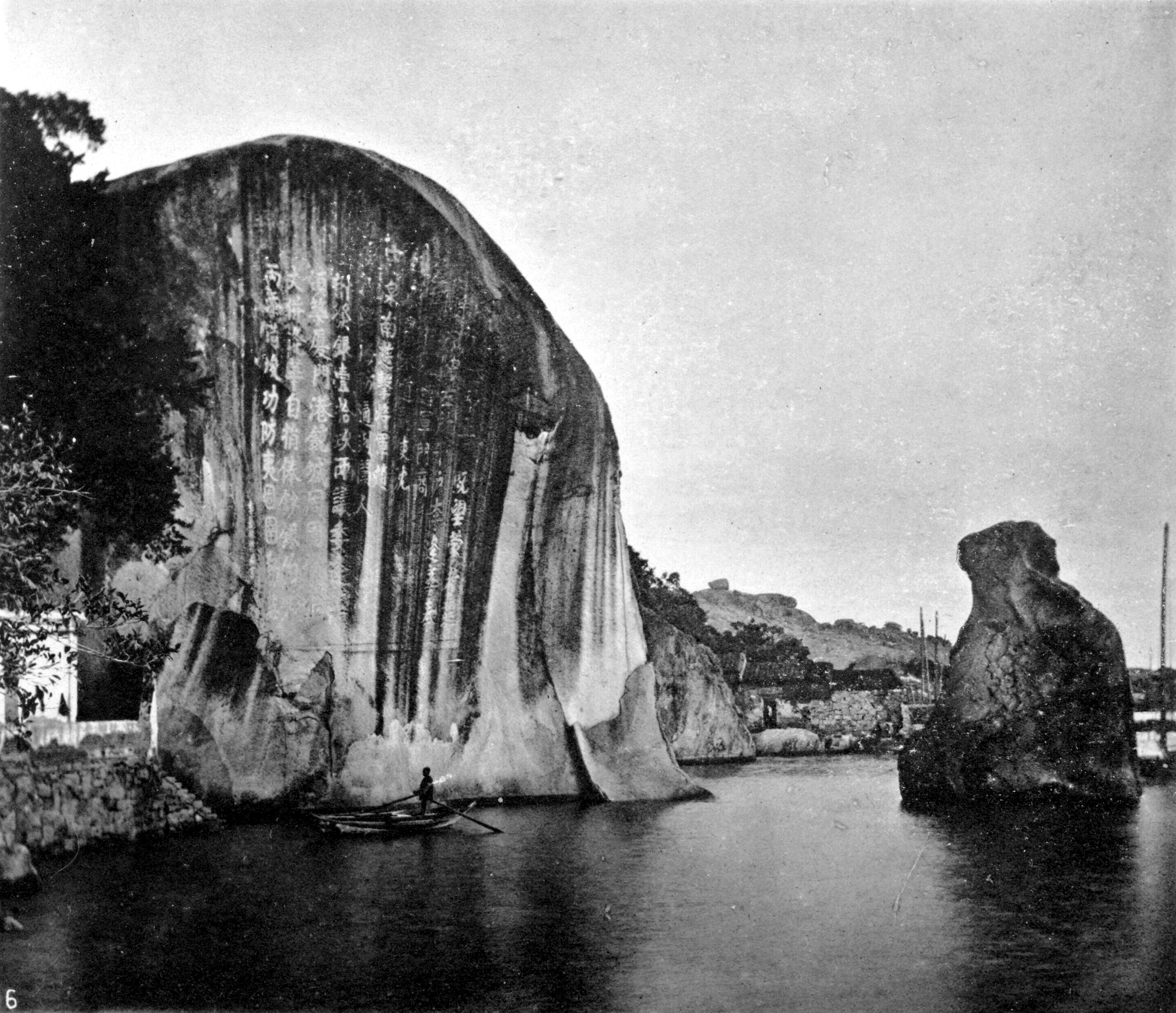
“打石字”曾经是厦港地区的标志性景观，后于1954年被开采，以修筑鹰厦铁路